# Быково (Бурятия)
Бы́ково — село в Кабанском районе Бурятии. Входит в Шергинское сельское поселение.

## География
Расположено на восточном краю дельты реки Селенги, на протоке Телья, в 6 км к северу от центра сельского поселения — села Шергино. Вдоль западной окраины села проходит автодорога республиканского значения 03К-020 Шергино — Заречье.

## История
Село основано в 1860-е годы, как заимка.

## Население
| 2002 | 2010 |
| ---- | ---- |
| 251  | ↘230 |